# Abysmal Dawn
Az Abysmal Dawn nevű death metal együttes 2003-ban alakult meg Los Angelesben. Lemezeiket a Crash Music, Relapse Records, Season of Mist kiadók jelentetik meg. 
Legelőször egy demót dobtak piacra 2004-ben, amelynek köszönhetően rögtön hírnevet szereztek maguknak a metal rajongók körében, illetve hamarosan már olyan nevekkel turnéztak, mint az Exodus (együttes), 3 Inches of Blood, Hate Eternal, Into Eternity, Aborted. Diszkográfiájuk a demólemezen kívül négy stúdióalbumot tartalmaz. 

## Tagok
- Charles Elliott - ének, gitár (2003-)
- Eliseo Garcia - basszusgitár (2011-)
- James Coppolino - dobok (2016-)
- Vito Petroni - gitár (2017-)

## Diszkográfia
- Demo 2004
- From Ashes (stúdióalbum, 2006)
- Programmed to Consume (stúdióalbum, 2008)
- Leveling the Plane of Existence (stúdióalbum, 2011)
- Obsolescence (stúdióalbum, 2014)
- Phylogenesis (stúdióalbum, 2020)